# Sinterklaasjournaal (2018)
Het Sinterklaasjournaal in 2018 was het achttiende seizoen van het Sinterklaasjournaal en werd gepresenteerd door Dieuwertje Blok. De intocht vond plaats in Zaanstad.

## Verhaallijn
Dit jaar vaart Sinterklaas met zijn stoomboot richting Zaanstad. Er varen een aantal nieuwe Pieten mee die nog geen ervaring blijken te hebben. Zo halen ze tijdens de bootreis een heleboel chocoladeletters uit hun cadeaupapiertje en nemen ze er hapjes van. Ze lossen dit probleem op door in de stad nieuwe letters in te slaan, maar stoppen deze vervolgens in de verkeerde doosjes. Bovendien pakken de nieuwe Pieten de cadeautjes verkeerd in, waardoor dit allemaal opnieuw moet gebeuren.
In Nederland is er tegelijkertijd een rage om Pietenplaatjes te sparen. Deze plaatjes blijken afkomstig te zijn van leesplankjes waarmee de nieuwe Pieten leesles moeten krijgen. Deze plaatjes zijn echter door elkaar gegooid waardoor er geen leesles gegeven kan worden. Om dit probleem op te lossen laat Sinterklaas deze plaatjes door heel Nederland verspreiden zodat de kinderen ze kunnen sparen en de leesplankjes hersteld kunnen worden. De nieuwe Pieten leerden heel goed lezen, maar dan blijkt dat de Hoofdpiet niet kan lezen. Uit schaamte gaat hij er vandoor.
Uiteindelijk blijkt dat de Hoofdpiet zich in de schoorsteen heeft verstopt. Sinterklaas heeft dit in de gaten en hij geeft Piet Snot de opdracht om hem te leren lezen. Dit lukt en de Hoofdpiet kan weer meedoen. Als klap op de vuurpijl krijgt Piet Snot, als echte Piet, zijn eigen Pietenplaatje op het leesplankje.

## Rolverdeling
| Rol                                                                    | Naam                   |
| ---------------------------------------------------------------------- | ---------------------- |
| Presentatrice                                                          | Dieuwertje Blok        |
| Verslaggever                                                           | Jeroen Kramer          |
| Verslaggeefster                                                        | Fenna Ramos            |
| Sinterklaas                                                            | Stefan de Walle        |
| Hoofdpiet                                                              | Niels van der Laan     |
| Wellespiet                                                             | Dick van den Toorn     |
| Huispiet                                                               | Maarten Wansink        |
| Boekpiet                                                               | Marc Nochem            |
| Reservepiet                                                            | Pim Muda               |
| Vergeetpiet                                                            | John Jones             |
| Stafpiet                                                               | Martijn Hillenius      |
| Malle Pietje                                                           | Owen Schumacher        |
| Piet Snot                                                              | Minne Koole            |
| Nieuwe Piet                                                            | Mingus Dagelet         |
| Nieuwe Piet                                                            | Desi van Doeveren      |
| Nieuwe Piet                                                            | Sarah Bannier          |
| Nieuwe Piet                                                            | Tom van Kessel         |
| Nieuwe Piet                                                            | Danny Westerweel       |
| Proefpiet                                                              | Leon van der Zanden    |
| Kookpiet                                                               | Guido Weijers          |
| Postbode                                                               | Theo Schouwerwou       |
| Jan Boel                                                               | Bert Visscher          |
| Helma Boel                                                             | Brigitte Kaandorp      |
| Gastrollen                                                             |                        |
| Verkoper Zaanse Schans                                                 | Frank Lammers          |
| Henrik Haan uit Koog aan de Zaan                                       | Henny Huisman          |
| Lotje Koekkoek                                                         | Joke Tjalsma           |
| Juf Marjolein                                                          | Irene Moors            |
| Vrouw bij stoplicht                                                    | Merel Westrik          |
| Vrouw bij brug                                                         | Margriet Eshuijs       |
| Importeurs Klaas van Verre en Joop van Heinde                          | Han Römer              |
| Importeurs Klaas van Verre en Joop van Heinde                          | Titus Tiel Groenestege |
| Supporter Westknollendam                                               | Herman van der Zandt   |
| Verkoper Zaanse Schans                                                 | Ali Çifteci            |
| Bakker                                                                 | Katinka Polderman      |
| Meneer Geelgors                                                        | Bartho Braat           |
| Deskundige Rijkswaterstaat Jacques van Dorst                           | Paul R. Kooij          |
| Basisschooldirecteur Henk Shifter                                      | Daniël Boissevain      |
| Vincent van den Naald                                                  | Gijs Staverman         |
| Wil Ouweneele                                                          | Paul Groot             |
| Inwoners Bakkersstraat                                                 | Selma van Dijk         |
| Inwoners Bakkersstraat                                                 | Koos van Plateringen   |
| Inwoners Bakkersstraat                                                 | Gallyon van Vessem     |
| Inwoners Bakkersstraat                                                 | Sandra Schuurhof       |
| Jan Vermeulen                                                          | Jan Smit               |
| Man die wakker wordt van het gestommel van de nieuwe Pieten            | Jeroen Woe             |
| Bezoekers snoepwinkel Tweehuizen                                       | Frans Bauer            |
| Bezoekers snoepwinkel Tweehuizen                                       | Mariska Bauer          |
| Verkoper snoepwinkel Tweehuizen                                        | Frank Evenblij         |
| Vrouw bij kat in boom                                                  | Leny Breederveld       |
| Opa                                                                    | George Baker           |
| Man in boekwinkel                                                      | Martijn Nieuwerf       |
| Vrouw in boekwinkel                                                    | Oda Spelbos            |
| Meneer Van Dale, eigenaar boekwinkel                                   | Arthur Japin           |
| Schoolmeester Pepermolen van basisschool De Bromtol                    | Wim Daniëls            |
| Schooljuffrouw basisschool De Bromtol                                  | Jade Olieberg          |
| Mevrouw Rosmalen                                                       | Carry Tefsen           |
| Meneer Kooiman                                                         | John Leddy             |
| Verkoper lampenwinkel                                                  | Jeremy Baker           |
| Schilder Kees Jetses, zogenaamd de achterkleinzoon van Cornelis Jetses | Benjamin Moen          |

## Trivia
- Het personage Hendrik Haan uit Koog aan de Zaan komt van een liedje uit 1967 van de televisieserie Ja Zuster, Nee Zuster. In dit liedje heeft hij de kraan open laten staan waardoor zijn huis en daarna de hele stad onder water komen te staan.[1]
- De Huispiet die belde met steden als Terneuzen om te vragen of ze daar met de stoomboot konden aankomen was een verwijzing naar de moeizame zoektocht naar een geschikte locatie voor de landelijke intocht van Sinterklaas in 2018.[2]
- De Pietenplaatjes zijn zowel een verwijzing naar de verzamelplaatjes van de Verkade-albums als naar het oude leesplankje.